# Julian Macaraeg
Julian Macaraeg est un patineur de vitesse sur piste courte philippin vivant aux États-Unis.

## Biographie
Il vit à New York, où il patine pour le club Flushing Meadows et est entraîné par l’Ukrainien Serhiy Lifyrenko. Il commence par pratiquer le hockey, où il se distingue par sa rapidité et est encouragé à commencer le short-track en 2010.
En 2018, il se blesse à la cheville et doit arrêter le sport pendant six semaines. Cette même année, il participe à sa première saison de coupe du monde.
En 2020, il est le premier patineur de vitesse philippin à particpier aux Jeux olympiques de la jeunesse d'hiver, où il représente son pays aux côtés d’Ana Wahleithner en ski alpin. Il participe également aux Championnats du monde de patinage de vitesse sur piste courte 2021.
En 2021, il fait une campagne de financement participatif pour lui permettre de participer au circuit de Coupe du monde de patinage de vitesse sur piste courte 2021-2022 et de potentiellement se qualifier pour les Jeux olympiques. Cela fait de lui le seul patineur philippin sur la compétition, ainsi qu’un de deux seuls patineurs de pays tropicaux avec l’Indien Akash Aradhya.
Il a un accord pour prendre une année sabbatique à l’occasion de cette saison sportive, puis intégrer l’Université de Californie à Los Angeles en 2022.